# 池之上覚皇
池之上 覚皇（いけのうえ がくおう、Gakuo Ikenoue,1991年4月3日 - ）は、日本の音楽プロデューサー、作曲家、編曲家、実業家。埼玉県さいたま市出身。株式会社究音代表取締役社長、株式会社TaylorMode取締役、株式会社D-rection取締役。マラ工科大学客員教授。

## 来歴・人物
私立栄東高等学校から東京音楽大学音楽学部作曲科（映画・放送音楽コース）に進学。在学中から映画、ドラマ、アニメ、ゲーム、ミュージカル、イベント、CMの楽曲制作や様々なアーティスト、オーケストラ・吹奏楽等楽団に楽曲を提供するなどの活動を行い、卒業後も作曲家として活動を続けている。
2016年、音楽制作・動画制作・アーティストマネジメント／サポート・音楽教育・楽器の製造販売を主な業務とする音楽総合企業「株式会社究音」を設立。

## 主な作品

### テレビ・ドラマサウンドトラック
- 『そこをなんとか 2』楽曲制作協力（2014年、NHK BS プレミアム）
- 『コズミックフロント☆NEXT』（2018年、NHK BS プレミアム）
- 日本テレビライブラリ（2018-2022年）
- 東映ライブラリ（2021年）

### アニメーションサウンドトラック
- 『K』楽曲制作協力（2015年、MBS）
- 『双星の陰陽師』楽曲制作協力（2016年、テレビ東京）
- 『サークレット・プリンセス』ストリングスアレンジ（2018年、MX）
- 『可愛ければ変態でも好きになってくれますか?』ストリングスアレンジ（2019年、AT-X）
- 『魔女の旅々』ストリングスアレンジ（2020年、AT-X）

### 映画サウンドトラック
- 劇場版アニメ映画『K』楽曲制作協力（2014年）

### アニメソング
- 『microcosmos』ストリングスアレンジ（2019年、ZAQ）

### ゲーム
- 『X：Martial 交陣』（2012年、KGS、東京ゲームショウ）
- 『双星の陰陽師』楽曲制作協力（2016年）

### CM・PV
- 『モン娘 は～れむ』（2016年、フリュー㈱）
- 『楽天コレクション - SHOW BY ROCK!!』（2016年、Rakuten, Inc.）
- 『Live2D Euclid』（2017年、Live2D Inc.）
- 『アイオライトリンク』（2017年、DMM GAMES）

### 舞台
- 『KING OF PRISM -Shiny Rose Stars-』ストリングスアレンジ（2020年）

### サウンドロゴ
- 『X：Martial 交陣』（2012年、KGS、）
- 『株式会社リボルブ』（2017年、株式会社リボルブ）

### イベント
- 『A Spirit of Unity』（2015年、第23回世界スカウトジャンボリー テーマソング）
- 『お台場ジョイポリス・スパイ大作戦』イベント・イメージ楽曲制作（2014年）

### クラシック音楽ほか
- 第50回東京音楽大学芸術祭『序曲』
- 宇宙戦艦ヤマト2199地球帰還記念『ヤマハでヤマトーク』楽曲編曲（2013年、ヤマハ）
- 夏川りみ『花』楽曲編曲（2017年）
- 株式会社グリンベル(化粧品販売業)社歌（2018年）

### 演奏
- 『23WSJアリーナーショー』DJ（2015年）
- 『きららファンタジア サマーフェスタ2022』Pf（2022年）

## 講演
- 2017年 - マラ工科大学にて『Video Game Music & Sound Design Workshop』

## 入賞歴
- 2012年 - 第13回TIAA全日本作曲家コンクール入賞[1]